# Oubri
Oubri, anciennement appelée Plateau-Central, est l'une des 17 régions administratives du Burkina Faso depuis le redécoupage territorial du 2 juillet 2025.

## Histoire
La région est créée administrativement le 2 juillet 2001, lors d'une réforme territoriale qui instaure simultanément 12 autres régions au Burkina Faso.
Le 2 juillet 2025, le gouvernement burkinabè procède à un redécoupage administratif du territoire national. À cette occasion, le nombre total de régions passe à 17. La région auparavant dénommée Plateau Central est renommée Oubri,.

## Provinces
La région du Plateau-Central comprend 3 provinces :
- le Ganzourgou,
- le Kourwéogo,
- l'Oubritenga.

## Démographie
Population :
- estimée à 572 000 habitants en 1996.
- estimée à 807 444 habitants en 2012.

## Administration
Le chef-lieu de la région est établi à Ziniaré.
Depuis 2011, la région est dirigée par le gouverneur Blaise Corneille Ouédraogo.